# Hatanaka Kenji

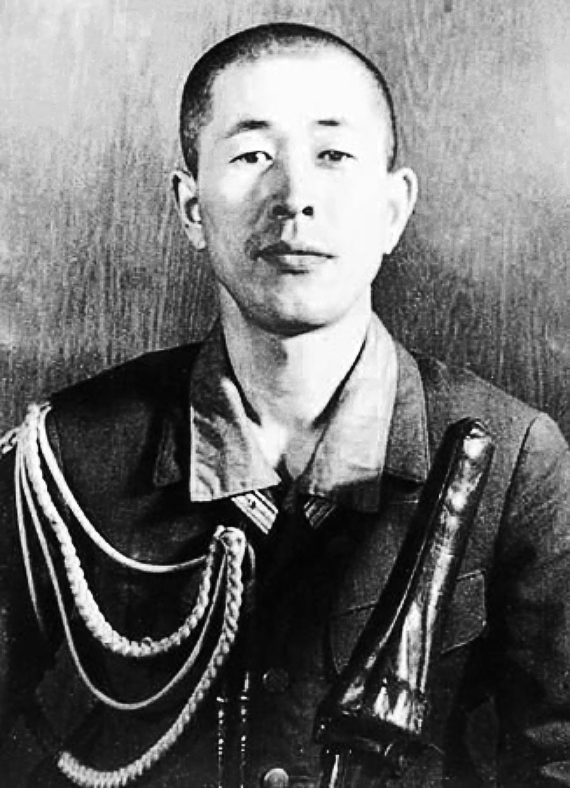
Hatanaka Kenji

Major Hatanaka Kenji (jap. 畑中 健二; * 28. März 1912; † 15. August 1945) war einer der hauptverantwortlichen Putschisten, die im August 1945 den kaiserlichen Palast und das Gebäude des kaiserlichen Hofamtes eroberten, um eine Ausstrahlung der Kapitulationsrede von Kaiser Hirohito zu verhindern.  
Hatanaka Kenji war in der Zeit des endenden Zweiten Weltkriegs ein Offizier der japanischen Armee in der Sektion für militärische Angelegenheiten des japanischen Heeresministeriums. 
Hatanaka wollte eine Ausstrahlung der Kapitulationsrede von Kaiser Hirohito am Folgetag verhindern.  Er versuchte, General Mori Takeshi, Befehlshaber der ersten Division der kaiserlichen Garde, dazu zu überreden, sich ihm anzuschließen – jedoch erfolglos. Darüber erzürnt, ermordete Hatanaka den General. Hatanaka und seine Männer verbrachten dann mehrere Stunden mit der Suche nach der Aufzeichnung der Rede des Kaisers, in der er die Kapitulation Japans ankündigte und die für die öffentliche Ausstrahlung bestimmt war. Als es ihm nicht gelang, die Aufnahmen zu finden, besetzte er das NHK-Gebäude, um die Ausstrahlung der Rede zu verhindern. Da er jedoch weder über hochrangige Unterstützung noch über die Aufnahmen verfügte, gab Hatanaka seinen Putschversuch auf, nachdem er vom Armee-Hauptquartier den direkten Befehl dazu erhalten hatte. Nach dem Fehlschlag des Putsches starben Hatanaka und sein Mitverschwörer Jirō Shiizaki am Morgen des 15. August 1945 durch Suizid.
Obwohl der Staatsstreich fehlschlug, kamen die Verschwörer dem Punkt, den Krieg zu verlängern, gefährlich nahe.